# Ca' d'Andrea
Ca' d'Andrea este o comună în Provincia Cremona, Italia. În 2011 avea o populație de 480 de locuitori.

## Demografie
Format:Demografia/Ca' d'Andrea